# Cottrell
Cottrell az Amerikai Egyesült Államok Oregon államának Clackamas megyéjében elhelyezkedő önkormányzat nélküli település.

## Története
Charles Ida Andrews felesége, Georgia Cottrell alapította. A posta 1894 és 1904 között működött, az ingyenes kézbesítés bevezetésével szűnt meg.
A közelben haladt a Mount Hood Railway and Power Company helyközi villamosvonala, valamint iskola is volt.

## Fordítás
- Ez a szócikk részben vagy egészben  a   Cottrell, Oregon című angol Wikipédia-szócikk ezen változatának fordításán alapul.  Az eredeti cikk szerkesztőit annak laptörténete sorolja fel. Ez a jelzés csupán a megfogalmazás eredetét és a szerzői jogokat jelzi, nem szolgál a cikkben szereplő információk forrásmegjelöléseként.